# Dallund
Dallund er en gammel gård 1 km øst for Søndersø i Nordfyns Kommune, som første gang nævntes i 1340 og indtil 1614 tilhørte slægten Bryske.
Hovedbygningen er opført i 1540, tilbygget i 1634 og tilbygget igen i 1722 og 1849. Dallunds park er på 5 hektar og søen er på 15 hektar hvor der bl.a. kan fiskes gedder og skaller. Dallund Slot kan i dag lejes til møder, konferencer, undervisningsforløb, retreats og private arrangementer. 
Dallund Gods er på 111 hektar.

## Stamhus
Stamhuset Dallund var et stamhus, oprettet 1792 for Theodosius Ernst Frederik von Finecke, som besad Dallund fra 1767 til 1801. Stamhuset blev nedlagt i 1915. Dallund var centrum for stamhuset.

## Ejere af Dallund 1400-1920
- (1400-1420) Bernike Skinkel
- (1420-1441) Peder Hogenskild / Gert Hartvigsen Bryske
- (1441-1465) Peder Hogenskild
- (1465-1470) Cecilie Pedersdatter Hogenskild gift Bryske
- (1470-1500) Iver Gertsen Bryske
- (1500-1529) Eiler Iversen Bryske
- (1529-1535) Eiler Iversen Bryskes dødsbo
- (1535-1537) Antonius Eilersen Bryske
- (1537-1552) Gert Eilersen Bryske
- (1552-1586) Anne Tønnesdatter Viffert gift Bryske
- (1586-1614) Eiler Gertsen Bryske
- (1614) Maren Eilersdatter Bryske gift Høg
- (1614-1660) Eiler Jacobsen Høg
- (1660-1661) Christian Urne
- (1661-1664) Tage Eilersen Høg
- (1664) Sophie Eilersdatter Høg
- (1664-1672) Henrik Harloff
- (1672-1683) Morten Mikkelsen Hardrup
- (1683-1689) Jens Erichsen Westengaard
- (1689) Maren Nielsdatter Bang gift (1) Westengaard (2) Himmelstrup
- (1689-1695) Otto Pedersen Himmelstrup / Slægten Westengaard
- (1695-1705) Jørgen Pedersen Himmelstrup / Erik Jensen Westengaard
- (1705-1708) Jørgen Pedersen Himmelstrup / Berthel Hauch
- (1708-1710) Otto Pedersen Himmelstrup
- (1710-1719) Jørgen Frederik Haxthausen
- (1719-1720) Charlotte Amalie von Raben gift Haxthausen
- (1720-1729) Günther Didrik von Finecke
- (1729-1767) Clara Theodosiusdatter von Levetzau gift von Finecke
- (1767-1801) Theodosius Ernst Frederik von Finecke
- (1801-1829) Carl Philip von Blixen-Finecke
- (1829) Conrad Frederik Christian von Blixen-Finecke
- (1829-1873) Carl Frederik Axel Bror von Blixen-Finecke
- (1873-1915) Frederik Thomas H. A. C. W. von Blixen-Finecke
- (1915) Udstykningsforening for Sjælland og Fyns Stifter
- (1915-1918) Jørgen Hansen / Jens Hansen / Hans Hansen
- (1918-1920) Jørgen Hansen

Fra 1920 er ejendommens ejerskab opdelt i hovedbygningen og avlsgården.
| - (1920-1925) Clara Alvilda Benedikte Krag-Juel-Vind-Friis gift von Blixen-Finecke - (1925-1927) Poul Helveg Mikkelsen - (1927-1970) Centralforeningen Af Sygekasser i Odense Amt - (1970-2006) Fyns Amt - (2007-) Region Syddanmark - 2016 Trio Line Holding (v. Bjørn Bahnsen) | - (1920) Jørgen Hansen - (1920-1923) P. Jørgensen Lund Hansen - (1923-1924) Vilhelm Hansen - (1924-1950) Hans M. Andersen - (1950-1980) Pedersen - (1980-) Kirsten Pedersen |